# She's the Man
She's the Man is een Amerikaanse/Canadese komische film uit 2006 onder regie van Andy Fickman. De film is gebaseerd op het toneelstuk Twelfth Night van William Shakespeare. De film werd drie keer genomineerd bij de Teen Choice Awards en wist twee prijzen te behalen.

## Verhaal
Het leven van Viola (Amanda Bynes) draait om voetballen. Als het meisjesteam op haar school stopt door te weinig inschrijvingen, is ze óntzettend boos. Haar vriendje Justin, die voor het jongensteam speelt, durft zijn vrienden niet te vertellen dat voetballende meiden serieus te nemen zijn. Viola maakt het uit. Coach Pistonek is evenmin overtuigd dat vrouwen kunnen voetballen. Hij vreest de rivalen van de school: team Illyria.
Als Viola thuiskomt, is haar moeder teleurgesteld dat Viola Justin heeft gedumpt en dat ze geen Debutant wil worden. Ze vindt het overigens niet erg dat Viola niet meer kan voetballen.
Om met zijn band in Londen op te treden, beliegt de tweelingbroer van Viola, Sebastian, zijn gescheiden ouders. Hij vraagt aan Viola om hem te helpen met school, wat natuurlijk ook geregeld moet worden als hij twee weken lang niet op school is. Viola vermomt zich als haar broer om te voetballen in het jongensteam van Illyria, waar Sebastian op school gaat. Met de hulp van haar vriend Paul ondergaat ze een metamorfose en leert ze zich gedragen als een jongen. Hoewel ze denkt dat ze alles zal verpesten, lukt het haar een jongen te imiteren en mag ze meedoen. Alles lijkt te mislukken als ze verliefd wordt op haar kamergenoot Duke (Channing Tatum). Op de kermis moet Viola als zichzelf helpen bij de kuskraam, waar ze Duke kust. Duke heeft enkel oog voor Olivia (Laura Ramsey). Maar Olivia wordt verliefd op "Sebastian", die precies het gevoelige type jongen is waar ze altijd van droomde. Om het ingewikkeld te maken komt de echte Sebastian een dag eerder dan gepland terug uit Londen. Hij wandelt de school binnen zonder te weten dat hij vervangen is door zijn zus, en wordt gekust door Olivia. Duke ziet dat en wordt woedend op Viola.
Tijdens de voetbalwedstrijd speelt Sebastian de eerste helft, maar hij kan niet voetballen. Malcolm, een freak die ook is geobsedeerd door Olivia, ontdekt dat Viola een meisje is, maar omdat Sebastian eerst speelt, kan hij het niet bewijzen. In de tweede helft wisselen ze om en speelt Viola. Dan biecht Viola op dat ze Sebastian was. Maar Duke blijft boos.
Viola nodigt Duke uit op het Debutantenbal. Eerst lijkt het alsof hij niet zal komen, maar uiteindelijk komt hij toch en worden Viola en Duke een koppel.

## Rolverdeling
| Acteur                 | Personage                                 |
| ---------------------- | ----------------------------------------- |
| Amanda Bynes           | Viola Hastings / "Sebastian"              |
| Channing Tatum         | Duke Orsino                               |
| Laura Ramsey           | Olivia Lennox                             |
| Vinnie Jones           | Coach Dinklage                            |
| David Cross            | Rector Horatio Gold                       |
| James Kirk             | Sebastian Hastings                        |
| Julie Hagerty          | Daphne Hastings                           |
| John Pyper-Ferguson    | Roger Hastings                            |
| Robert Hoffman         | Justin Drayton                            |
| Alexandra Breckenridge | Monique Valentine (als Alex Breckenridge) |
| Jonathan Sadowski      | Paul Antonio                              |
| Amanda Crew            | Kia                                       |
| Jessica Lucas          | Yvonne                                    |
| Brandon Jay McLaren    | Toby                                      |
| Clifton MaCabe Murray  | Andrew                                    |
| James Snyder           | Malcolm Festes                            |
| Lynda Boyd             | Cheryl                                    |
| Emily Perkins          | Eunice                                    |
| Katie Stuart           | Maria                                     |